# Лан (річка)
Лан (нім. Lahn) — річка в Західній Німеччині, права притока Рейну. Довжина 245 км, площа басейну 5 964 км².
Річка бере початок в землі Північний Рейн-Вестфалія, протікає по землі Гессен, впадає до річки Райн в землі Райнланд-Пфальц. Переважно тече в межах Рейнських Сланцевих гір. Середні витрати 57 м³/с.
Зимово-весняні паводки. Судноплавна від міста Гісен (148 км).
На Лані міста — Марбург, Гісен, Лімбург, в нижній течії — курорт Бад-Емс.